# 웰치 (기업)

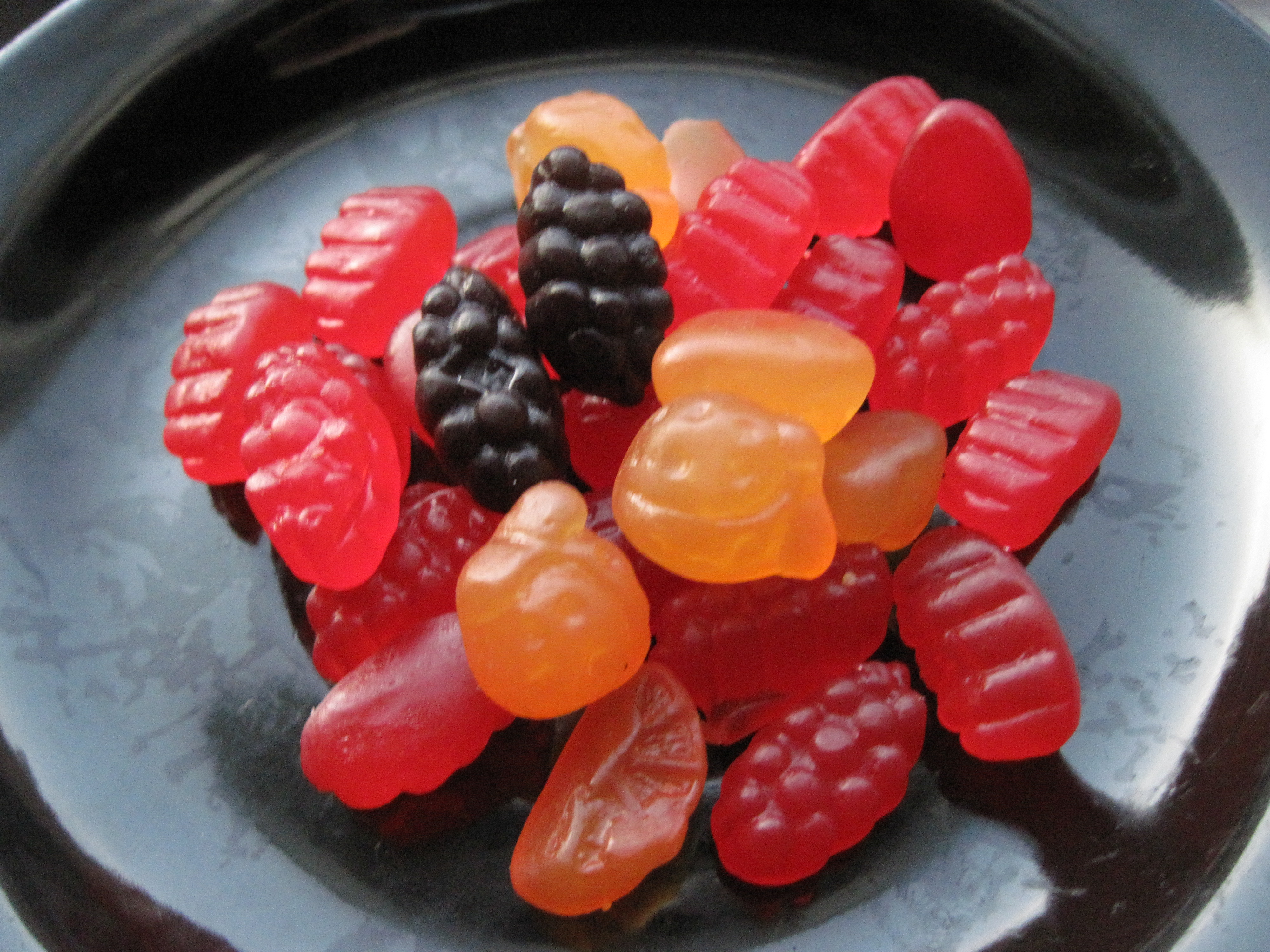
웰치에서 만든 과일 젤리의 모습

웰치(영어: Welch's 웰치스[*])는 미국 매사추세츠주 콩코드에 본사를 둔 식음료업 기업이다. 대한민국에서는 농심에서 판매하고 있으며 웰치스 제품은 대부분 미국에서 직수입하거나 다른 음료 제조사로부터 OEM으로 납품하고 있다. 치과의사 토마스 브롬웰 웰치가 자신의 이름을 붙여 설립한 기업이다.

## 제품

### 탄산음료
대부분 웰치스로 불리는 음료는 탄산음료 쪽이다.
- 그레이프(포도)맛
- 화이트그레이프(청포도)맛
- 스트로베리(딸기)맛
- 그레이프(포도)맛(제로)
- 샤인머스캣(청포도)맛(제로)
- 오렌지맛(제로)
- 체리스토베리맛(제로)